# Đường sắt Việt Nam

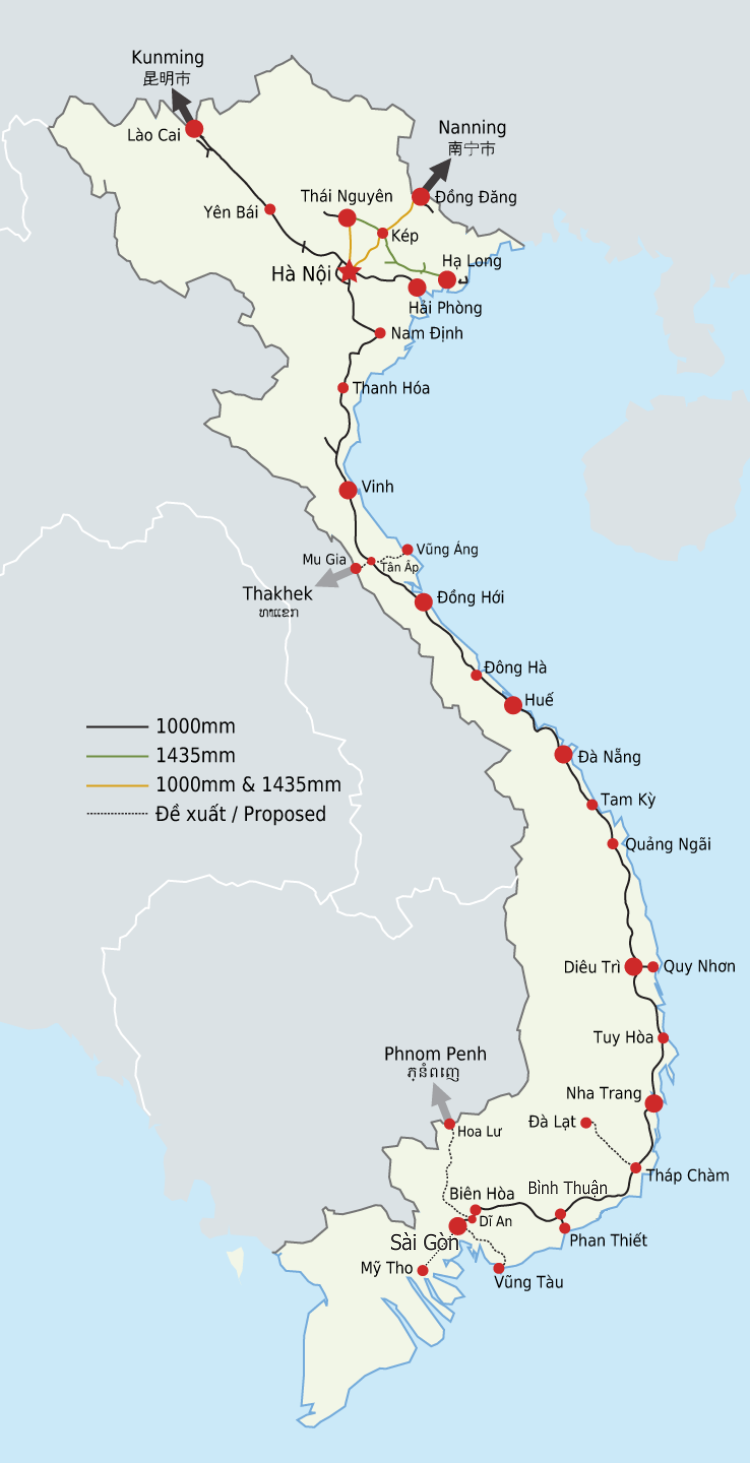
Karte des Streckennetzes

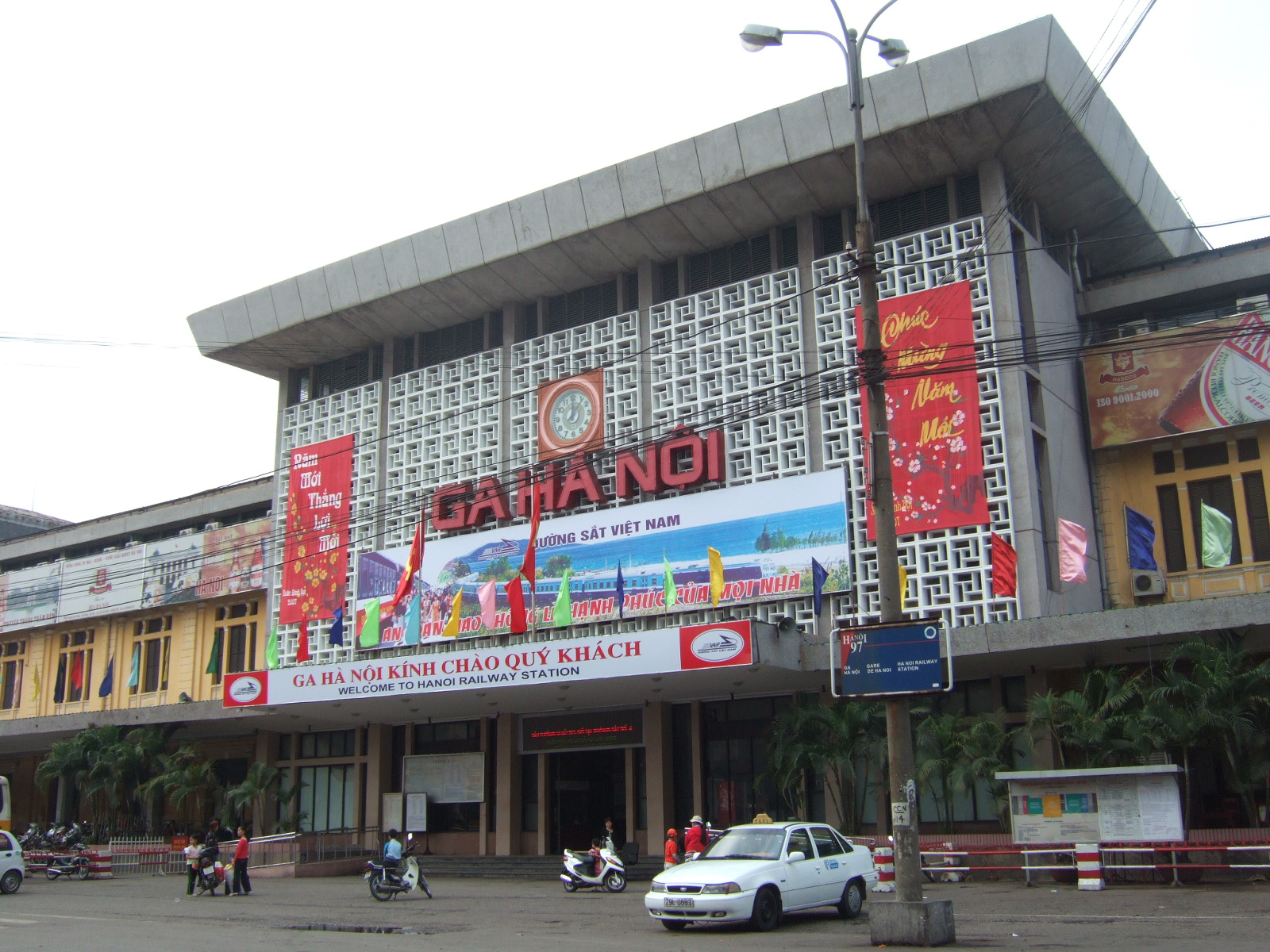
Bahnhof in Hanoi

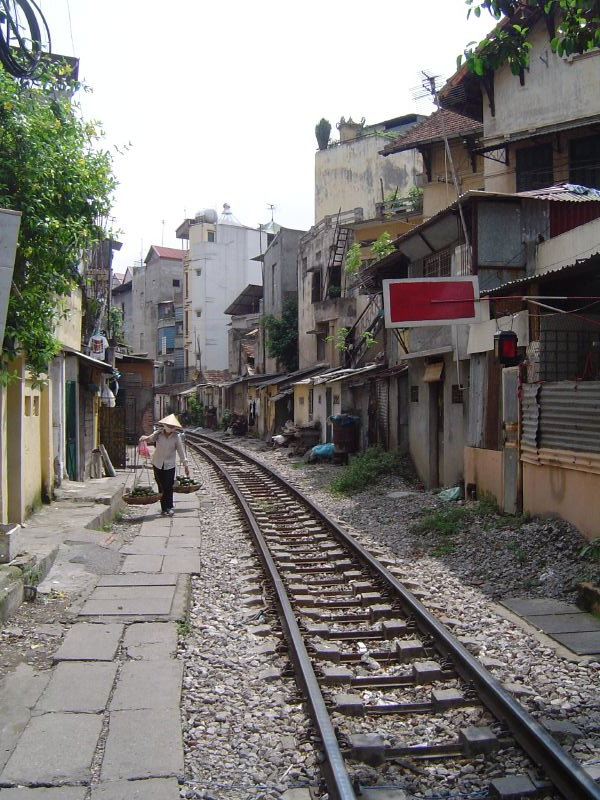
Strecke in Hanoi

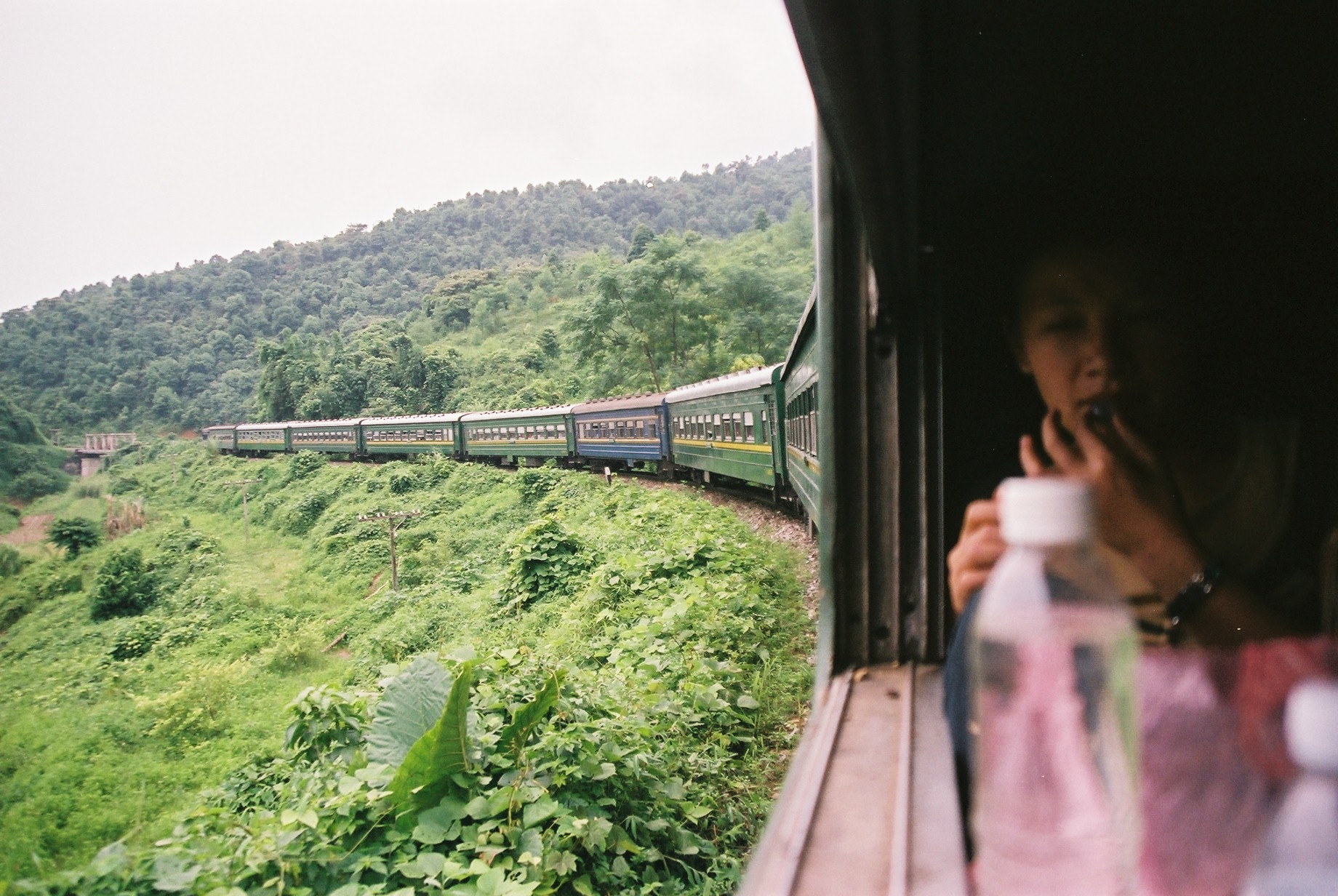
Vereinigungs-Express Hanoi–Ho-Chi-Minh-Stadt

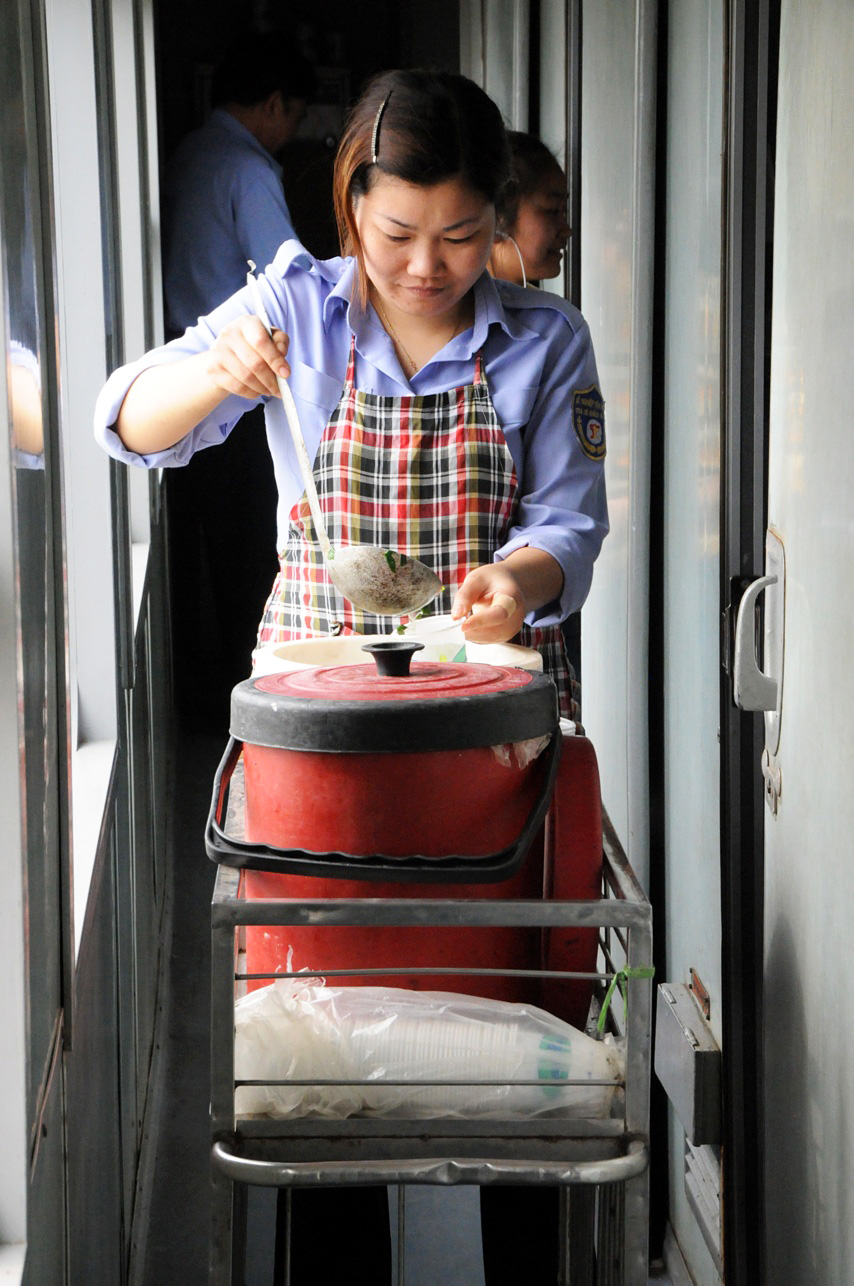
Suppenausgabe im Zug

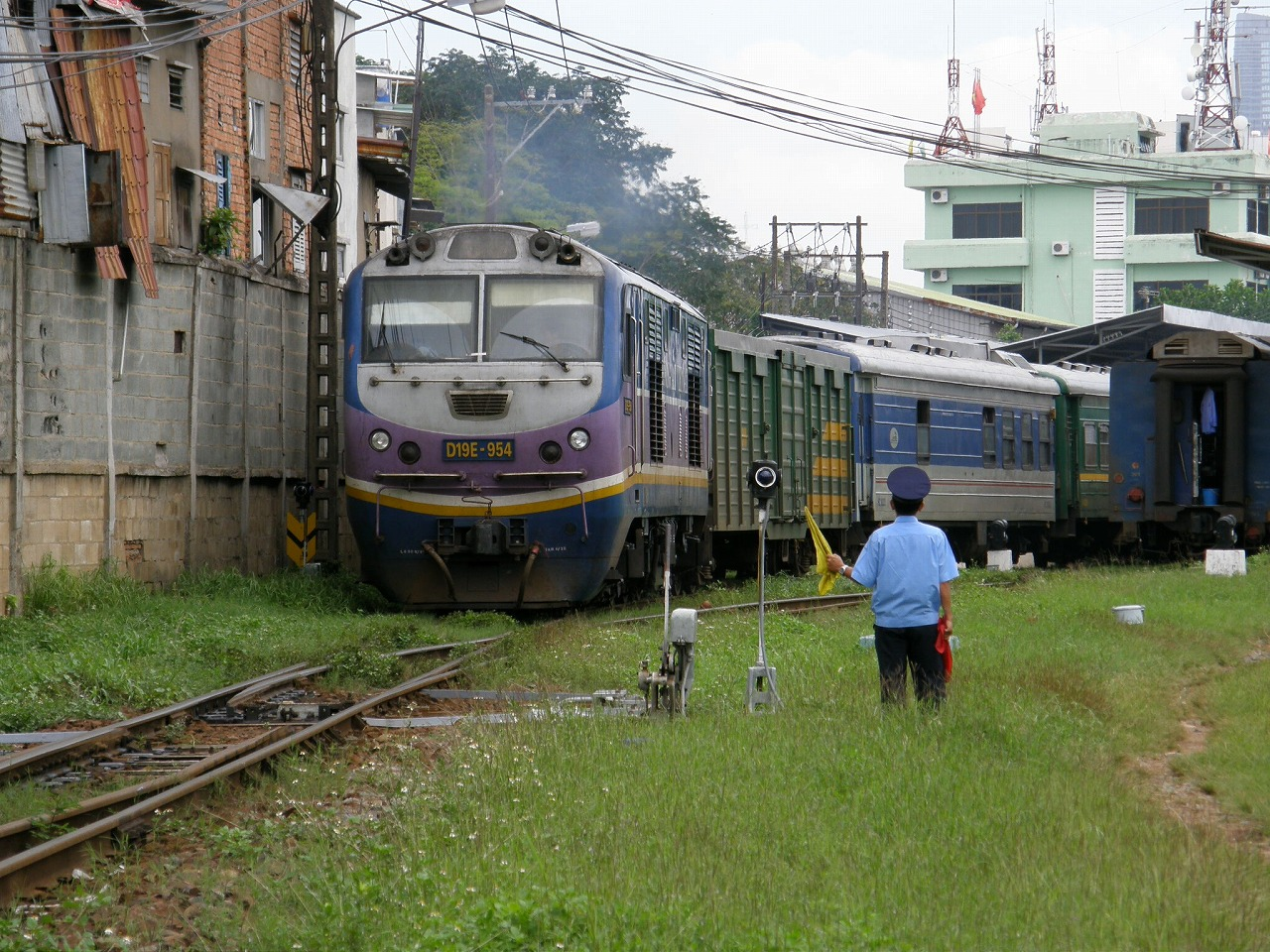
Ausfahrt aus dem Bahnhof Saigon

Die Vietnamesische Eisenbahn, vietnamesisch Đường sắt Việt Nam (ĐVN), englisch Vietnamese National Railway (VNR), ist die Staatsbahn der Sozialistischen Republik Vietnam.

## Geschichte
Nach dem Fall von Saigon am 30. April 1975 war Vietnam wieder vereinigt und der Vietnamkrieg beendet. Die nordvietnamesische Staatsbahn übernahm die Anlagen und Fahrzeuge in Südvietnam. Sowohl im Süden als auch im Norden waren sie schwer beschädigt. Die Reparaturen begannen sofort. Das war nur möglich, indem andere Bahnstrecken stillgelegt und dort Material ausgebaut wurde. So wurde zum Beispiel die Bahnstrecke Tháp Chàm–Đà Lạt ihres Oberbaus beraubt und bis heute nicht wieder in Betrieb genommen.
Am 31. Dezember 1976 konnte der durchgehende Betrieb der Bahnstrecke Hanoi–Ho-Chi-Minh-Stadt, wie Saigon nunmehr hieß, als Symbol der Wiedervereinigung des Landes in Betrieb genommen werden. Das geschah anfangs unter sehr einfachen betrieblichen Bedingungen, die Höchstgeschwindigkeiten nur um die 30 km/h zuließen. Angeboten wurde damals nur eine Einheitsklasse. Es dauerte bis in die 1990er Jahre, bis die Leistungsfähigkeit der 1930er Jahre wieder erreicht war.
| Jahr | Zeit       | Anmerkung |
| ---- | ---------- | --------- |
| 1977 | 66 Stunden | [ 4 ]     |
| 1988 | 58 Stunden | [ 5 ]     |
| 1999 | 32 Stunden | [ 6 ]     |

Im Jahr 2000 konnten neue Personenwagen beschafft werden. Gleichwohl ist es erst ein Projekt für die nächsten Jahre, alle Personenwagen zu ersetzen, die für eine Höchstgeschwindigkeit von nur 60 km/h zugelassen sind.
Der vietnamesische Verkehrsminister führte am 10. April 1990 eine Eisenbahnreform durch, die Bezeichnung der Staatsbahn wurde in Englisch nun als „Vietnam Railway Union“ wiedergegeben. Die nächste Eisenbahnreform folgte durch ein Dekret des Premierministers 2003: Dabei wurde auch die jetzt noch geltende Bezeichnung (englisch Vietnamese National Railway – VNR) eingeführt. 2005 verabschiedete das Parlament ein erstes Eisenbahngesetz. 2010 kam es zu einer erneuten – rechtlichen – Umstrukturierung: Ein Erlass des Premierministers gründete die Staatsbahn in eine GmbH um, deren einziger Gesellschafter der Staat ist. 2015 wurden 24 Unternehmen des Eisenbahnbereichs mit der ĐVN vereinigt: zwei andere Eisenbahnunternehmen, zwei Hersteller von Schienenfahrzeugen und 20 Unternehmen, die sich mit Pflege und Verwaltung von Eisenbahninfrastruktur beschäftigen. Sie sind in der Regel als Aktiengesellschaften aufgestellt, deren Anteile aber alle der VNZ gehören.
Am 16. Juni 2017 verabschiedete das Parlament des Landes ein neues Eisenbahngesetz.

## Netz
Das Netz hat eine Streckenlänge von 2437 km, die Gleislänge einschließlich Überhol- und Bahnhofsgleise, beträgt 3159 km. Das sind 7,64 km Eisenbahnstrecke pro km². Davon entfallen 2148 km auf Meterspur, 150 km auf Normalspur und 234 km sind als Dreischienengleis ausgelegt. Keine der Strecken ist elektrifiziert, alle sind eingleisig. Es gibt 259 Betriebsstellen 1840 Brücken, 39 Tunnel und 5726 niveaugleiche Bahnübergänge.
Die ĐVN betreibt folgende Strecken:
| Strecke (ĐVN-Klassifikation) | Strecke in Wikipedia                | Länge   | Spurweite        | Anmerkung                                     |
| ---------------------------- | ----------------------------------- | ------- | ---------------- | --------------------------------------------- |
| Hanoi – Ho-Chi-Minh-Stadt    | Bahnstrecke Hanoi–Ho-Chi-Minh-Stadt | 1726 km | 1000 mm          |                                               |
| Hanoi – Hải Phòng            | Bahnstrecke Hanoi–Haiphong          | 96 km   | 1000 mm          |                                               |
| Hanoi – Lào Cai              | Bahnstrecke Hanoi–Lào Cai           | 285 km  | 1000 mm          | abschnittsweise Dreischienengleis mit 1435 mm |
| Hanoi – Đồng Đăng            | Bahnstrecke Hanoi–Đồng Đăng         | 165 km  | 1000 mm, 1435 mm |                                               |
| Hanoi – Quan Trieu           | Bahnstrecke Hanoi–Quán Triều        | 55 km   | 1000 mm, 1435 mm |                                               |
| Kep – Ha Long – Cai Lan      |                                     | 108 km  | 1435 mm          | abschnittsweise Dreischienengleis mit 1000 mm |
| Lưu Xá – Kep                 |                                     | 57      | 1435 mm          | abschnittsweise Dreischienengleis mit 1000 mm |
| Bac Hong – Van Dien          |                                     | 40 km   | 1000 mm          |                                               |

Die Eisenbahninfrastruktur ist unterfinanziert und fehlende Investitionsmittel stellen das Hauptproblem dar.

### Geografische Gegebenheiten
Das Streckennetz der ĐVN ist zum einen durch die extreme Nord-Süd-Ausdehnung des Landes geprägt: Der überwiegende Teil des Netzes entfällt deshalb auf die Bahnstrecke Hanoi–Ho-Chi-Minh-Stadt, auf die auch der überwiegende Teil der Investitionen verwendet wird. Geprägt ist die Infrastruktur weiter durch die gebirgige Topografie im Süden und an der Grenze zu China im Norden, die zahlreiche Kunstbauten erforderlich macht.
Im nördlichen Landesteil dagegen besteht im Bereich des Deltas des Roten Flusses sehr flaches, steigungsarmes Gelände, das zudem dicht besiedelt ist. Hier hat sich ein Eisenbahnnetz entwickelt, in dessen Zentrum Hanoi liegt.

### Historisch überkommene Strukturen
Die in der französischen Kolonialzeit entstandenen Strecken wurden in Meterspur errichtet. Da die Volksrepublik China im Vietnamkrieg Nordvietnam unterstützte, wurde in dieser Zeit eine Bahnstrecke aus China nach Hanoi gebaut, allerdings in der Normalspur von 1435 mm. Daraus entwickelte sich ein eigenes kleines Netz im Nordosten des Landes. Dort wo beide Spurweiten aufeinander trafen, sind drei Strecken zum Teil auch als Dreischienengleis ausgebaut.

## Gegenwart

### Infrastruktur
Die Leistung der vorhandenen Infrastruktur ist begrenzt. Störend ist vor allem, dass alle Strecken eingleisig und die Bahnsteige nur 250 m oder 350 m lang sind.
Bahnbetriebswerke bestehen in Hanoi, Vinh, Da Nang und Ho-Chi-Minh-Stadt.
Es gibt Versuche einer vorsichtigen Privatisierung von Randbereichen des Geschäftes, wie etwa der Verpachtung von Lagerhäusern und Werkstätten und dem Vermieten von Büroraum, Geschäftsflächen in Bahnhöfen und Werbeflächen. Dazu wurden zwölf regional zuständige Abteilungen eingerichtet, die sich mit der Nutzung und dem Unterhalt der bahneigenen Immobilien und dem Bahnhofsmanagement befassen.

### Fahrzeuge
Die ĐVN betreibt 293 Diesellokomotiven aus 14 verschiedenen Baureihen. 40 davon stammen aus vietnamesischer Produktion. Diese haben alle eine Leistung von weniger als 2.000 PS, was weitgehend ausreicht, da im Netz noch andere Faktoren den Einsatz stärkerer Maschinen beschränken. Geplant ist allerdings die Beschaffung von 100 Lokomotiven mit mehr als 2.000 PS für schwere Güterzüge.
Lokomotiven, Personen- und Güterwagen können in zwei Werken, die formal als Aktiengesellschaften ausgegliedert sind, aber der ĐVN gehören, hergestellt werden.

### Betrieb

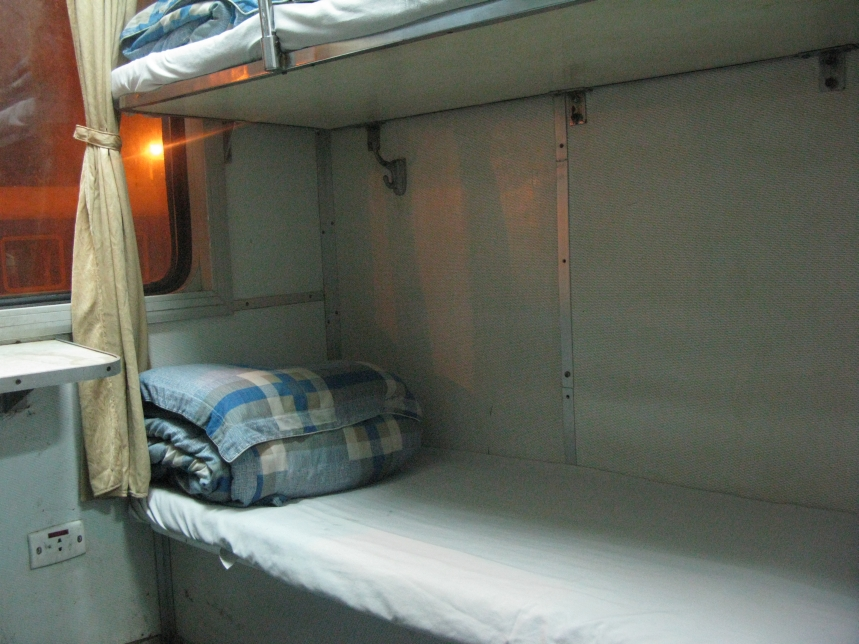
Schlafwagen, 4-Bett-Abteil, „1. Klasse“

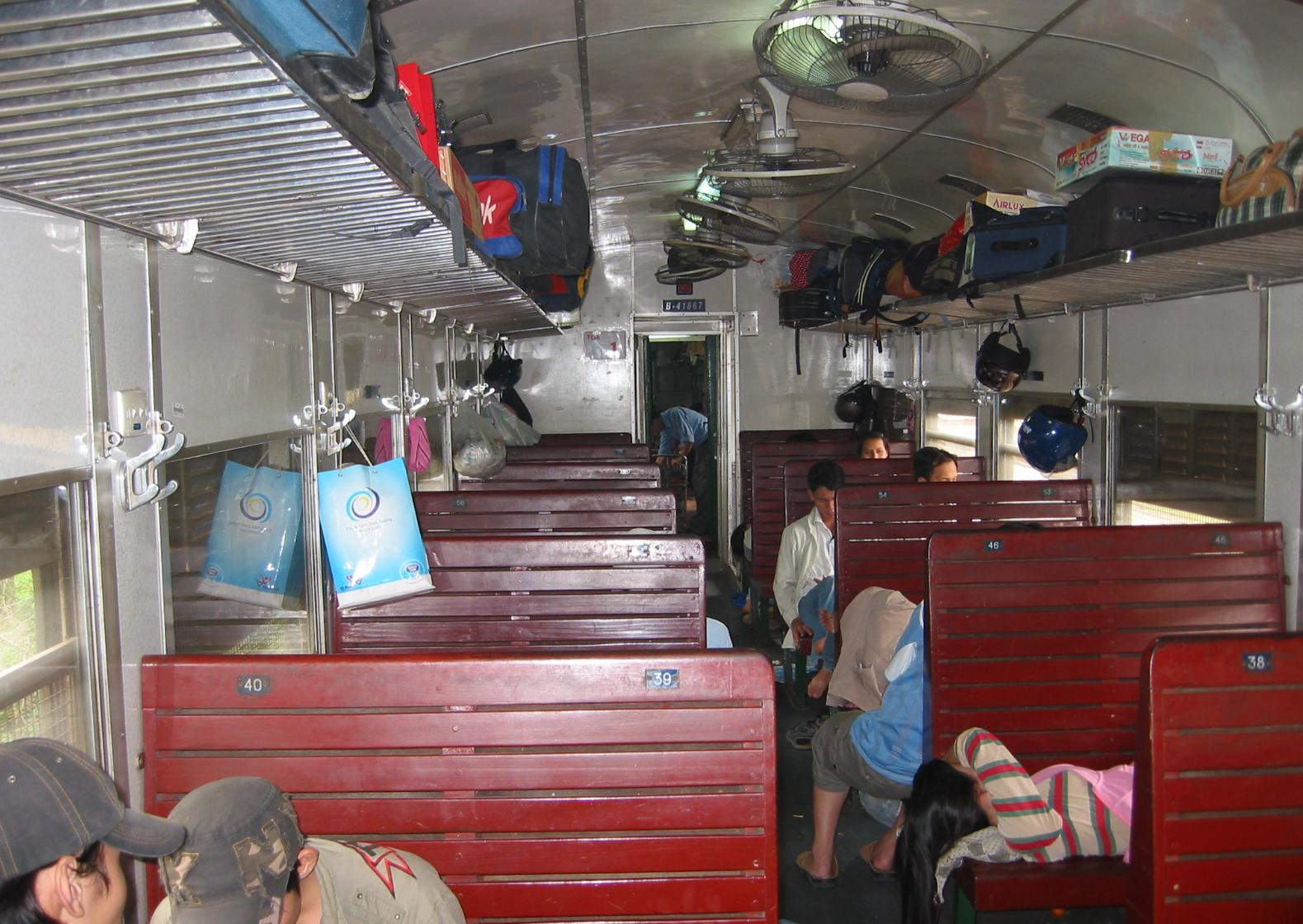
„Holzklasse“

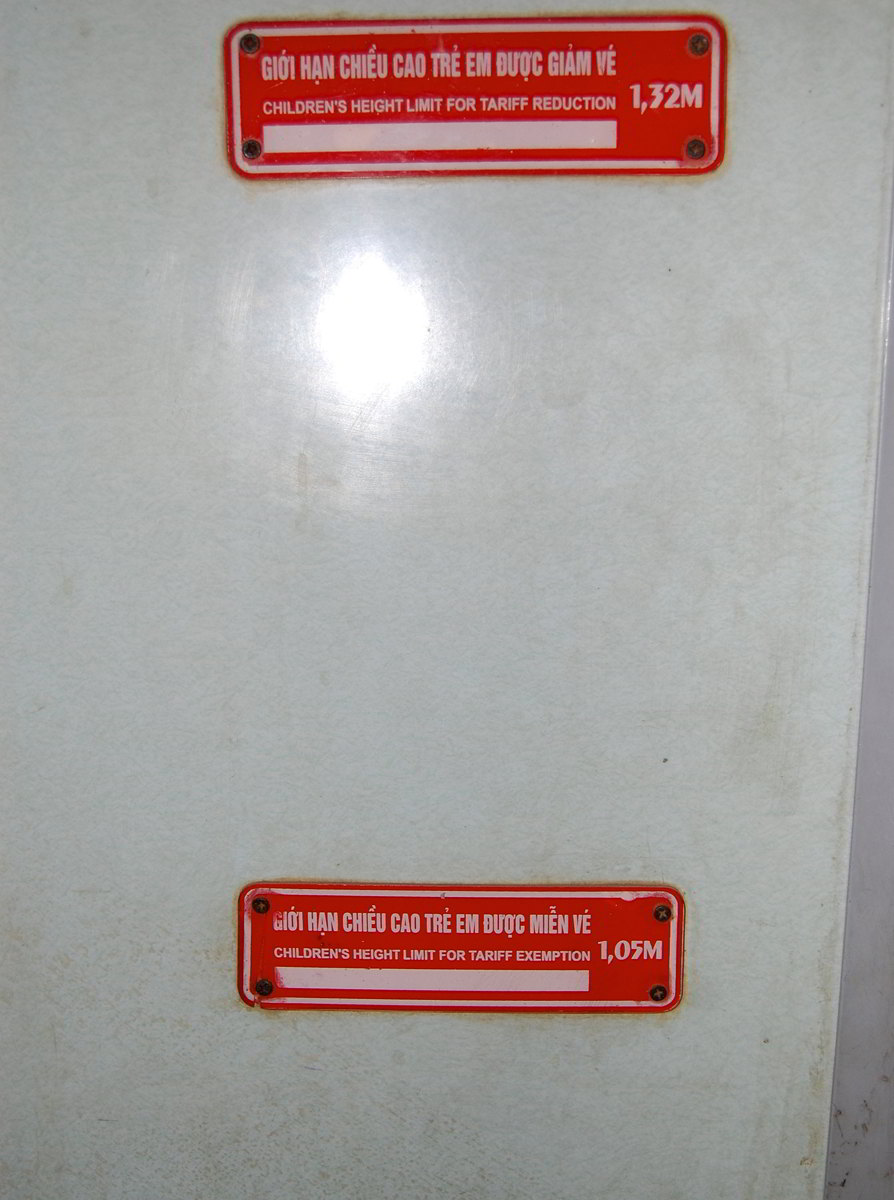
Info zu Kinderfahrpreisen in der Yunnan-Bahn von Hanoi nach Lào Cai

Die ĐVN fährt nach einem jährlich überarbeiteten Fahrplan. Der Zugverkehr wird durch eine zentrale Zugkontrolle gesteuert, die mit Außenstellen in Hanoi, Da Nang und Ho-Chi-Minh-Stadt operiert. Fahrkarten können elektronisch gebucht werden.
Auf sechs Strecken wird auch Personenverkehr angeboten, internationaler Verkehr auch über den Grenzübergang Đồng Đăng/Pingxiang nach China. Im Güterverkehr wird auch der zweite Grenzübergang zu China, Lào Cai/Sanai, genutzt. Auf der Nord-Süd-Strecke werden drei Zuggattungen angeboten:
- Express
- Limited Express Intercity
- Intercity

Die Züge sind klimatisiert und bieten vier Klassen an: Harter Sitz (echte „Holzklasse“), weicher Sitz, harter Liegewagen (Sechsbettabteil) und weicher Schlafwagen (Vierbettabteil).
2017 wurden 5,6 Mio. Tonnen Güter und 9,5 Mio. Reisende befördert.

## Zukunft
Die Regierung hat einem Entwicklungsplan für die Eisenbahn bis zum Jahr 2020 und einem Perspektiv-Papier zugestimmt, das den Zeitraum bis 2050 abdeckt. Ziel ist ein Ausbau der Infrastruktur, insbesondere deren verbesserte Anbindung an Industriestandorte und Häfen, die Entwicklung einer eigenen Eisenbahnindustrie, die Beschaffung moderner Fahrzeuge und eine verbesserte Ausbildung der Eisenbahner.
Im Rahmen der deutschen Entwicklungshilfe soll die ĐVN mit einer modernen, elektronischen Zugsicherung auf GSM-R-Basis ausgestattet werden.
Eine Neubaustrecke zwischen den beiden größten Städten des Landes, Hanoi und Ho-Chi-Minh-Stadt, die höhere Geschwindigkeiten erlauben soll, wird angestrebt.

## Wissenswert
Die ĐVN ist Gründungsmitglied der OSShD und ist Mitglied der UIC.
Sie unterhält eine Eisenbahnschule mit Standorten in Hanoi, Da Nang und Ho-Chi-Minh-Stadt, an der 6.000 Schüler unterrichtet werden.
2014 erhielt die ĐVN den „Golden Chariot Award“ in Berlin verliehen.